# Iberolacerta aranica
La lagartija aranesa (Iberolacerta aranica) es una especie de lagartija de la familia Lacertidae, endémica del Pirineo central.

## Descripción
Lagartija pequeña con coloración dorsal de tono pardogrisáceo, ocasionalmente con reflejos oliváceos con dos bandas para ventrales oscuras. Pecho y vientre de diversos tonos de blanco, ocasionalmente con reflejos verdosos o azulados, región ventral moteada de negro.

## Distribución
La mayoría de sus individuos, casi el 90 %, se encuentran sólo en el Macizo de Maubèrme, una pequeña parte del Valle de Arán, en el Pirineo de Lérida (España), y el resto en el Ariège (Francia). Habita en áreas rocosas y de pastizal pedregoso por encima de los 2000 metros, en zonas alpinas. Sus diferencias pueden ser debidas al inicio de las glaciaciones pleistocenas, al haber estas separado las poblaciones antiguas.

## Hábitat
Vive por encima del nivel natural del arbolado en áreas desde los 1940 a los 2540 metros sobre sustratos rocosos, en vertientes de solana. Su área de distribución es menor de 100 km².

## Depredación
El díptero Sarcophaga protuberans es un depredador natural de huevos de lagartija,así como la víbora áspid (Vipera aspis subsp. zinnikeri) y el topillo nival (Chionomys nivalis).